# Litsea rubicunda
Litsea rubicunda är en lagerväxtart som beskrevs av André Joseph Guillaume Henri Kostermans. Litsea rubicunda ingår i släktet Litsea och familjen lagerväxter. Inga underarter finns listade i Catalogue of Life.